# Antonio Ullo
Antonio Ullo (Milazzo, 7 gennaio 1963) è un ex velocista italiano, cinque volte campione nazionale (una volta nei 100 metri piani outdoor e 4 volte nei 60 metri piani indoor).

## Biografia
Era un atleta caratterizzato da una buona partenza e per questo specialista soprattutto delle gare indoor: proprio nei 60 metri fu infatti medaglia d'argento ai Campionati europei indoor 1984 a Göteborg e bronzo a quelli del 1987 a Liévin.
Due volte arrivò 4º sui 60 metri ai Campionati mondiali di atletica leggera indoor: nel 1987 ad Indianapolis e nel 1989 a Budapest.
Ha partecipato ai Giochi Olimpici di Los Angeles nel 1984 nei 100 metri piani dove ha conseguito il record personale con 10,36 e nella 4 x 100 arrivata 4ª in finale con 38,87. Ha partecipato anche come riserva della staffetta 4x100 ai Giochi olimpici svoltisi a Seul nel 1988

## Campionati nazionali
1986
- Argento ai campionati italiani assoluti, 100 m piani - 10"51

1987
- Argento ai campionati italiani assoluti indoor, 60 m piani - 6"67

1988
- Oro ai campionati italiani assoluti indoor, 60 iarde - 6"20